# Canena
Canena ist ein kleinerer Ort und eine aus dem Hauptort sowie mehreren Weilern (aldeas) und Einzelgehöften bestehende Gemeinde (municipio) mit insgesamt 1.761 Einwohnern (Stand: 2024) im Zentrum der Provinz Jaén in der autonomen Region Andalusien.

## Lage
Der Ort Canena liegt am Arroyo de la Yedra in einer Höhe von ca. 480 bis 530 m ü. d. M. Die Entfernung zur Provinzhauptstadt Jaén beträgt ca. 55 km (Fahrtstrecke) in südwestlicher Richtung; die Stadt Úbeda ist knapp 20 km in südöstlicher Richtung entfernt. Das Klima im Winter ist gemäßigt, im Sommer dagegen warm bis heiß; die geringen Niederschlagsmengen (ca. 470 mm/Jahr) fallen – mit Ausnahme der nahezu regenlosen Sommermonate – verteilt übers ganze Jahr.

## Bevölkerungsentwicklung
| Jahr      | 1857  | 1900  | 1950  | 2000  | 2020  |
| Einwohner | 1.261 | 1.753 | 2.613 | 2.097 | 1.823 |

Der deutliche Bevölkerungsrückgang in der zweiten Hälfte des 20. Jahrhunderts ist im Wesentlichen auf die Mechanisierung der Landwirtschaft und den damit einhergehenden Verlust an Arbeitsplätzen zurückzuführen.

## Wirtschaft
Canena liegt im Zentrum der schier endlosen Olivenbaumplantagen der Provinz Jaén. Früher wurden auch Getreide, Weinreben etc. zur Selbstversorgung angepflanzt; Gemüse stammte aus den Hausgärten. Viehzucht (Schafe, Ziegen, Hühner) und Forstwirtschaft werden ebenfalls betrieben. Im Ort selbst haben sich Kleinhändler, Handwerker und Dienstleistungsbetriebe aller Art angesiedelt. Daneben gibt es mehrere Ferienhäuser (casas rurales).

## Geschichte
Auf dem Gemeindegebiet wurden jungsteinzeitliche und bronzezeitliche Kleinfunde entdeckt. Aus römischer Zeit stammen einige Ruinen beim Weiler El Balneario. Die Westgoten drangen wahrscheinlich nicht bis hierhin vor. Zu Beginn des 8. Jahrhunderts wurde die Gegend von den Mauren überrannt. Nach dem Ende des Kalifats von Córdoba (1031) wurde die Gegend Bestandteil des Taifa-Königreichs von Jaén. Um das Jahr 1226 wurde das Gebiet von den Christen zurückerobert (reconquista) und zur militärischen Sicherung dem Santiago- und dem Calatrava-Ritterorden übergeben (vgl. Ortswappen). Karl V. (reg. 1516–1556) verkaufte den Ort im Jahr 1538 an seinen aus Úbeda stammenden Staatssekretär Francisco de los Cobos y Molina, der den Bau des Schlosses in Auftrag gab. Mit dem Alhambra-Edikt (1492) der Katholischen Könige begann die Vertreibung der sephardischen Juden; in den Jahren um 1610 wurden die letzten Muslime (Morisken) ebenfalls ausgewiesen.

## Sehenswürdigkeiten

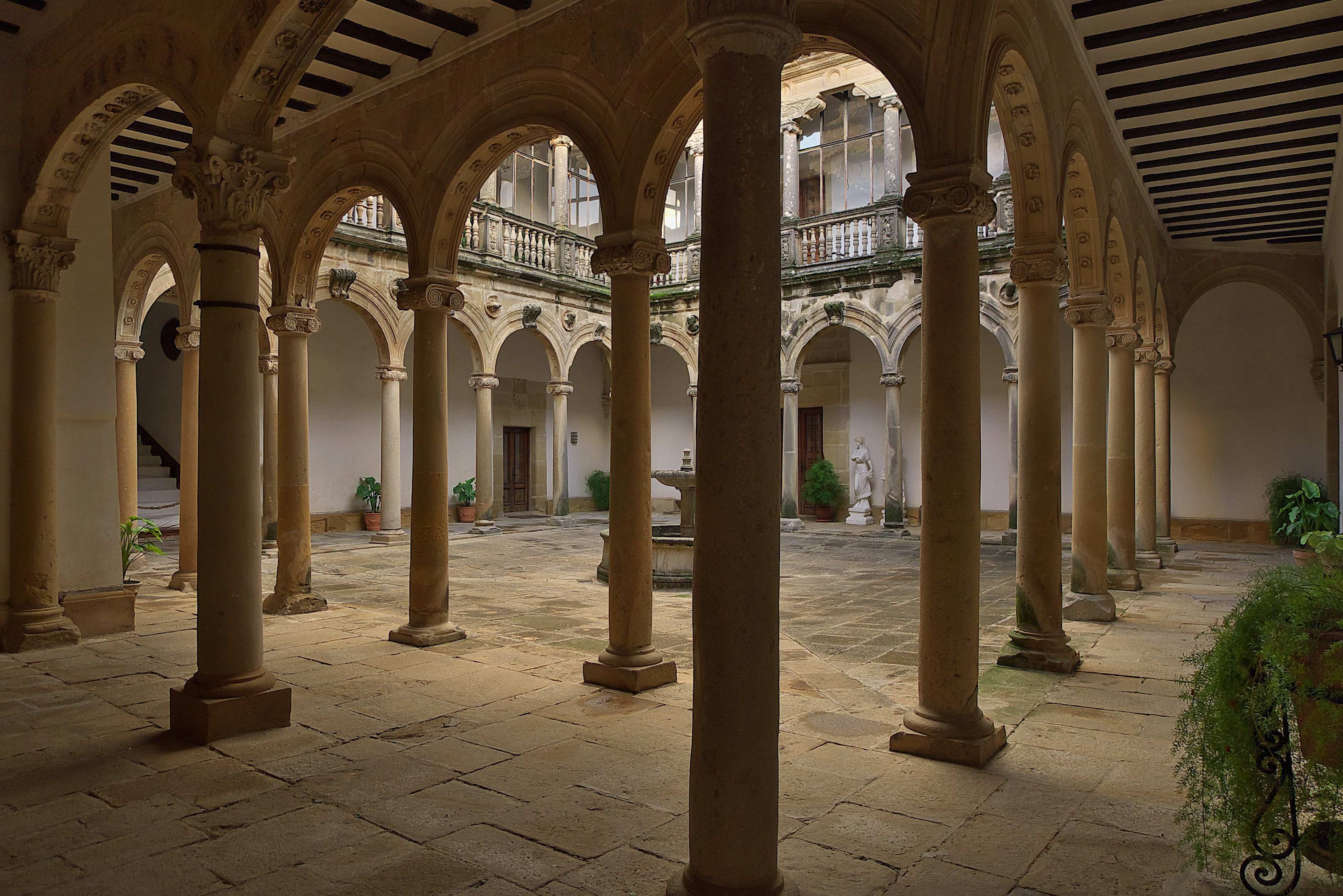
Innenhof des Castillo

- Das um die Mitte des 16. Jahrhunderts von Andrés de Vandelvira geplante Castillo ist ein Renaissancepalast mit deutlichen Reminiszenzen an eine mittelalterliche Burg. Beeindruckend ist der kreuzgangähnliche Innenhof.[9]
- Die im Jahr 1564 fertiggestellte Iglesia Parroquial de la Purísima Concepción ist der unbefleckten Empfängnis Mariens geweiht. Ein schmuckloses Portal führt ins dreischiffige Innere der Kirche.
- Die Ermita de Nuestra Señora de los Remedios steht am Ortsrand; sie stammt vom Ende des 15. Jahrhunderts, wurde jedoch im 18. Jahrhundert in Teilen umgebaut.
- Das El Molinillo genannte Bauwerk befindet sich am Arroyo de la Yedra und diente zur Bewässerung. Man vermutet römische Ursprünge.